# Chesterfield, South Carolina
Chesterfield är administrativ huvudort i Chesterfield County i South Carolina. Orten har fått sitt namn efter Philip Stanhope, 4:e earl av Chesterfield. Det äldsta huset i Chesterfield är John Craig House från år 1798.